# Parted Magic

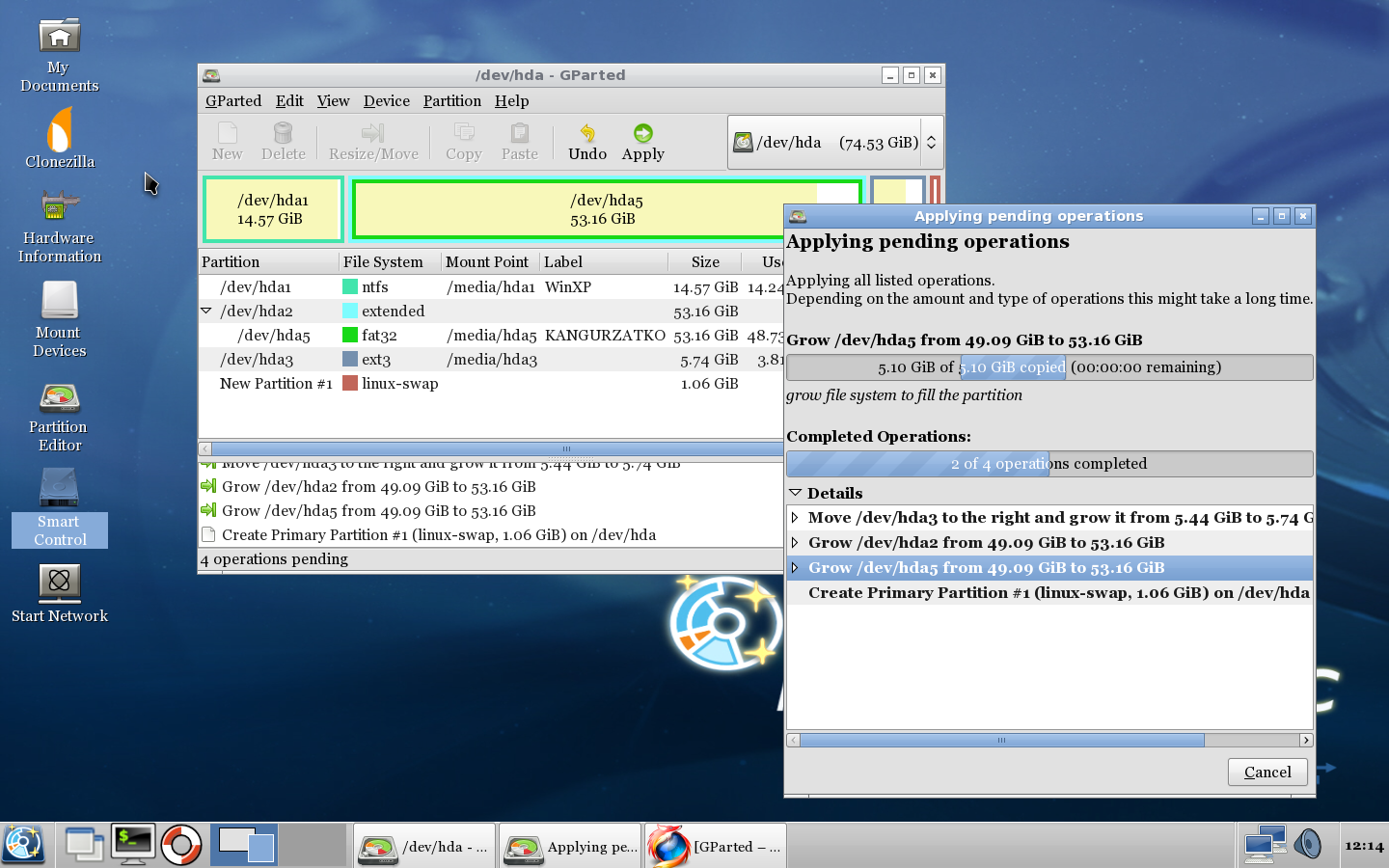
Particionálás grafikus felületen

A Parted Magic egy Slackware Linux alapokra épülő nyílt project, amit a merevlemezekkel kapcsolatos műveletekre és javítási, adatmentési illetve helyreállítási, stb. feladatok megoldására hoztak létre. A disztribúció live CD-ről, vagy pendrive-ról bootol. A gép a rendszert a memóriába tölti, majd kiadja a CD-t. Gyengébb, régebbi hardver konfigurációkon is használható.
A bootolás után számozott menülista jelenik meg. Ha nem választunk közülük, néhány másodperc múlva betöltődik a grafikus felület egy valós idejű hardver monitorral, továbbá logikusan csoportosítva a szükséges alkalmazások; és a Firefox böngésző is.
A Parted Magic eleinte ingyenes volt, ma már azonban nem az – meg kell vásárolni, igaz, nem nagy összegért.

## Alkalmazások
- Linux kernel
- Partíció kezelő programok
- SpaceFM
- OpenSSL
- Cryptsetup
- GTK +
- OpenSSH
- GFTP
- Iptables
- Xfce4 screenshooter
- Windows távoli asztalkezelő kliens
- VNC kliens
- FTP kliens
- IRC kliens
- Tömörített archívum kezelő
- Rendszer monitorozó
- HDD épségét ellenőrző program
- PDF olvasó
- Screenshot készítő
- CD író
- UNetbootin (USB-re telepítő alkalmazás)
- Grub, Grub2, Lilo helyreállító alkalmazás Linuxhoz
- MBR helyreállító Windowshoz